# ナチュラルウーマン (2017年の映画)
『ナチュラルウーマン』（Una mujer fantástica）は、セバスティアン・レリオ監督による2017年のチリ・ドイツ・スペイン・アメリカのドラマ映画である。第67回ベルリン国際映画祭のコンペティション部門で上映され、金熊賞を争った。第90回アカデミー賞外国語映画賞にチリ代表作として出品され、同国代表作として史上初めて受賞を果たした。

## 物語

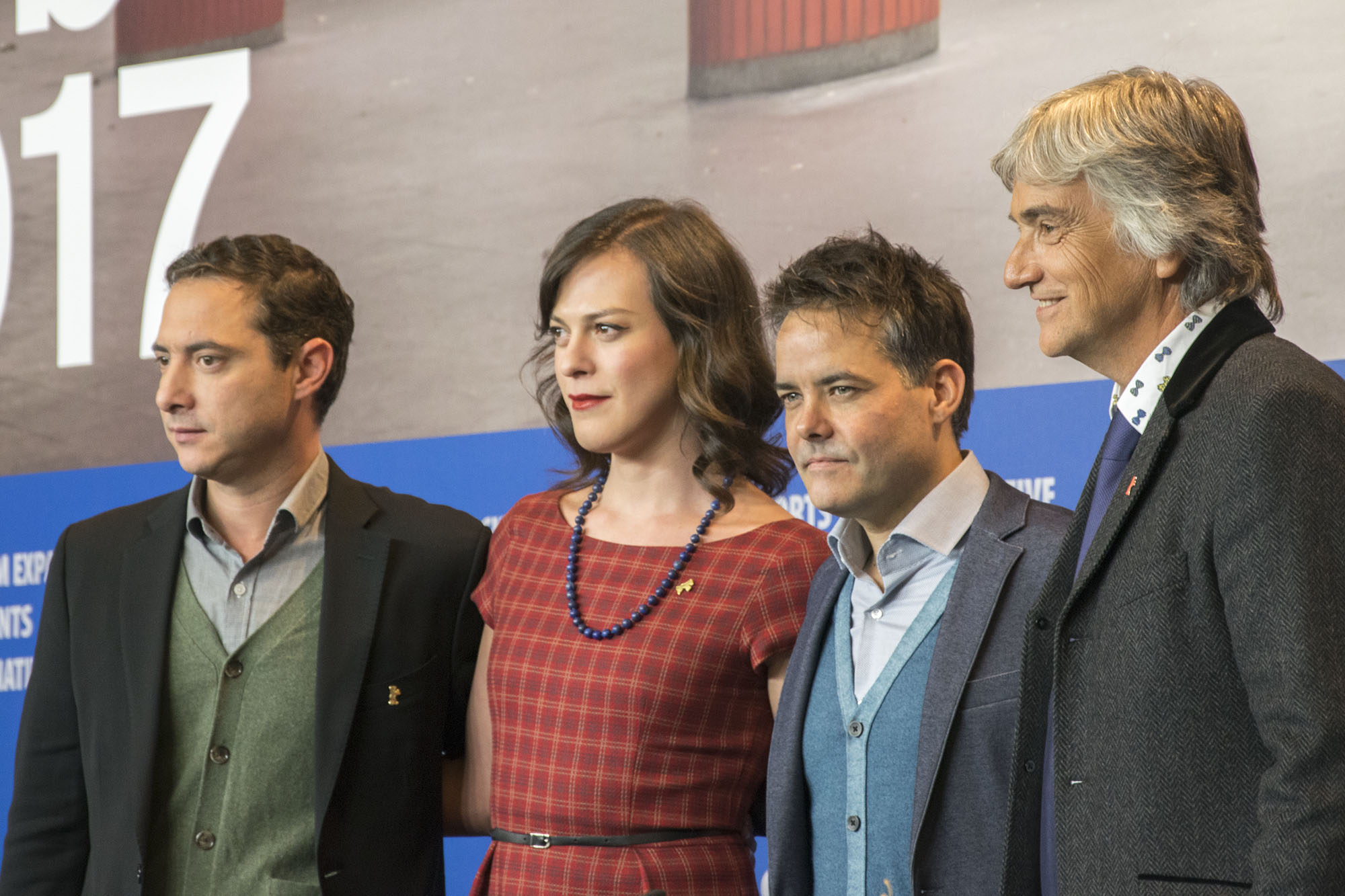
ベルリン国際映画祭でのラライン、ベガ、レリオ、レジェス

チリのサンティアゴ。トランスジェンダーの歌姫マリーナは、勤め先のナイトクラブで恋人オルランドに誕生日を祝ってもらった。オルランドは初老で妻子をもつ男だが、今は何をおいてもマリーナに愛情を注いでくれるパートナーであり、彼女も満ち足りた毎日を送っていた。だが、ある日愛し合ったベッドで彼は体の不調を訴え、身を乗り出した階段から転げ落ちてしまった。マリーナは急ぎオルランドを病院に連れてゆくが、そのまま彼は息を引き取る。全身の打ち身のこともあり、殺害の可能性も無視できないと警察はマリーナに尋問を行うが、駆け付けたオルランドの弟ガボに行動をねぎらわれて彼女はひとまず帰宅した。
翌朝、バイト先のレストランに訪ねてきた訳知り顔の女性刑事は、まるでオルランドの死因は彼の性的暴行に対するマリーナの抵抗の結果、とも言いたげに話を進めた。同僚のはからいでその場を逃れたマリーナが自宅アパートに戻ると、オルランドの息子ブルーノが勝手に上がっており、彼女にアパートからの転居を罵詈雑言を交え求めた。さらにオルランド夫人のソニアは夫の車の返還を求め、彼女のオフィスに車を停めたマリーナに葬式への不参加を求めた。すべては、マリーナの元男性であった過去をめぐる人々の偏見に満ちた妄想の結果であった。
マリーナは行動を封じられた鬱屈のなか、歌の師匠に教えを求めに向かう。そこで困惑する彼女に与えられた言葉は、「愛を求めるな、与えるのだ」だった。力を与えられたと感じたマリーナは、彼女の全裸写真撮影を強要する女刑事、集団で取り囲み彼女をビニールテープで巻きあげて嗤うオルランドの息子たちに一瞥もくれず自分のすべきことを為す。オルランドの葬儀場が、彼が入っていたサウナと地つなぎであると知ることでその建物の奥に進み、焼かれる前の恋人の体への対面を果たしたマリーナは彼に別れを告げる。迷いを振り切った彼女は、堂々と夜のステージに立ち、楽曲「オンブラ・マイ・フ」を歌い上げるのだった。

## キャスト
- マリーナ: ダニエラ・ベガ
- オルランド: フランシスコ・レジェス（英語版）
- ガボ: ルイス・ニェッコ（英語版）
- ソニア: アリン・クーペンヘイム（英語版）
- アドリアーナ: アンパロ・ノゲラ（英語版）
- ブルーノ: ニコラ・サアベドラ
- アレクサンドラ: アントニア・セヘルス（英語版）
- ワンダ: トリニダード・ゴンザレス
- ガストン: ネストル・カンティリャナ（英語版）

## 公開
プレミア上映は2017年2月12日に第67回ベルリン国際映画祭で行われ、銀熊賞（脚本賞）とLGBT映画に対するテディ賞を獲得した。それから2日後、ソニー・ピクチャーズ クラシックスが配給権を獲得した.。

## 評価
批評家には概ね好評であり、Rotten Tomatoesでは28件のレビューで支持率は93%、平均点は8.2/10となった。またMetacriticでは8件のレビューに基づいて加重平均値が96/100と示されている。

## 受賞とノミネート
| 賞                 | 授賞式        | 部門               | 対象                                   | 結果       | 参照   |
| ------------------ | ------------- | ------------------ | -------------------------------------- | ---------- | ------ |
| アカデミー賞       | 2018年3月4日  | 外国語映画賞       | 『ナチュラルウーマン』（チリ代表）     | 受賞       | [ 7 ]  |
| ベルリン国際映画祭 | 2017年2月18日 | テディ賞長編映画賞 | セバスティアン・レリオ                 | 受賞       | [ 10 ] |
| ベルリン国際映画祭 | 2017年2月18日 | 銀熊賞 (脚本賞)    | セバスティアン・レリオ、ゴンサロ・マサ | 受賞       | [ 11 ] |
| ベルリン国際映画祭 | 2017年2月18日 | 金熊賞             | セバスティアン・レリオ                 | ノミネート | [ 11 ] |
| カブール映画祭     | 2017年6月18日 | 審査員賞           | セバスティアン・レリオ                 | 受賞       | [ 12 ] |